# 莎莎舞
，是一种风格平民化，自由气息浓郁，强调个性化与不受拘束的舞蹈。同时，由于脱胎于拉丁舞，它保留了其典雅的气质。这样一种雅俗共赏的激情热舞，经常吸引众多年轻人加入其中，以便感受它的魅力。

## 起源
“Salsa”一词的原本含义是一种食物调味酱莎莎醬，西班牙语发音（谐音）酷似“萨尔萨”，故也称萨尔萨舞。它起源于古巴，是当今欧美非常流行的社交舞蹈之一。莎莎舞在纽约和佛罗里达（州）两地区的拉丁社区得到发展，并逐渐发展出多种风格。不同地域的莎莎舞有所不同，但其基本步伐及节奏相似。主要流派有纽约莎莎舞（New York Salsa）、哥伦比亚莎莎舞（Colombia Salsa）、洛杉矶莎莎舞（L.A. Salsa）和古巴莎莎舞（Cuba Salsa）等，纽约莎莎舞跳法是目前的主流跳法。
"莎莎"這個術語是由強尼·帕切科在1960年代於紐約創造的，作為當時在城市中播放的古巴舞曲的總稱。隨著莎莎音樂的興起，莎莎舞作為一種舞蹈也隨之出現，這是一種結合了曼波（在1950年代的紐約非常流行）以及索恩、Rumba等拉丁舞蹈和美國舞蹈如搖擺舞、哈斯特舞和踢踏舞的舞蹈風格。

## 风格及特点
- 在一些风格的莎莎舞，例如洛杉矶风格和纽约风格中，舞者通常在一个位置或一条线(交换位置)上运动。
- 还有一些风格，如古巴莎莎舞，舞者通常互相绕圈，通常在三个点上运动。这种绕圈的风格受Cuban Son影响较大，尤其受20世纪20年代Son Montuno鼓点的影响，Son Montuno作为流行音乐的一种，很适合即兴演奏，且还在不断地发展之中。
- 新的现代风格莎莎舞通常根据其起源的地理位置来命名，在起源地之外也有大量的追随者。借鉴其他舞蹈的风格与技巧并融入到莎莎舞里的做法非常普遍。
- 用于区分这些风格的特征包括：节奏、基本步、身体律动、旋转、观念、舞蹈表现力以及舞伴之间握手的方式等。

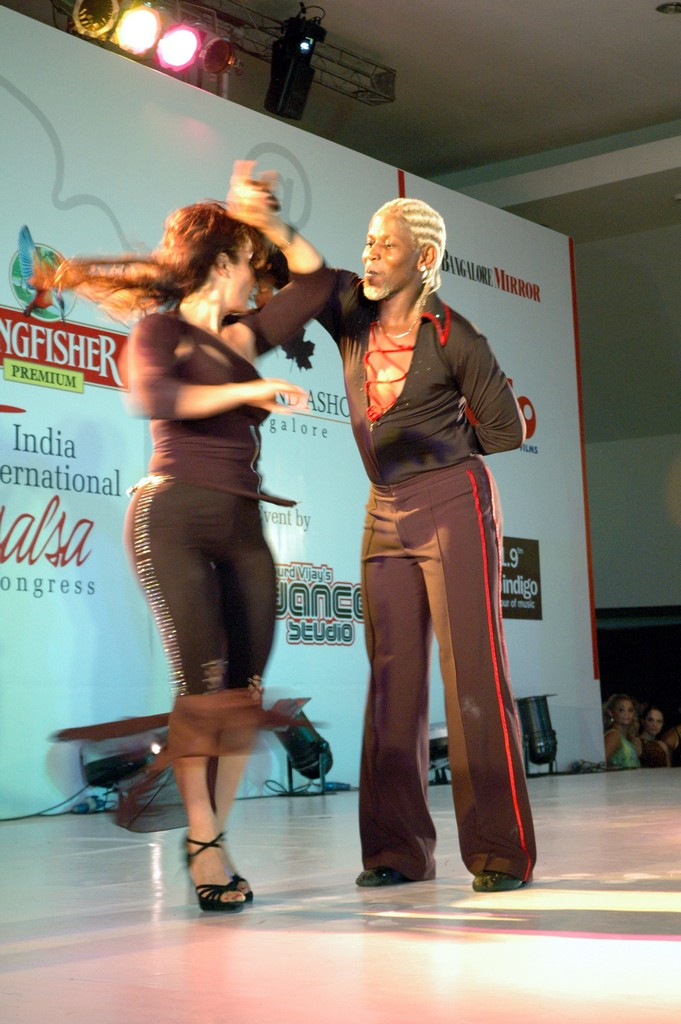
2004年國際莎莎大會在班加羅爾舉行

多年來，世界各地出現了許多不同風格的莎莎舞。其中許多風格彼此兼容，但其他風格的差異足以使不同風格的舞者之間的舞蹈變得困難。
莎莎舞與其他雙人舞有許多相似之處，莎莎中學到的風格和技巧可以應用到其他拉丁舞中，如巴查塔。將其他舞蹈風格技術融入莎莎舞中也變得普遍，舞者將一種風格的風格和動作融入其他風格，創造新的舞蹈風格融合。

### 紐約風格
"On 2"風格的莎莎舞起源於紐約，通常被稱為紐約風格。這是一種線性莎莎舞，舞者在槽中跳舞，類似於洛杉磯風格莎莎。與其他莎莎風格不同，紐約風格是在音樂的第二拍上跳舞（"on 2"），而跟隨者在音樂的第一小節上向前踏步，而不是領舞者。通常還會更強調表演"shines"，舞者分開獨舞，進行複雜的腳步和造型——這一現象可能源於搖擺舞和紐約踢踏舞。
紐約風格是莎莎音樂誕生後出現的第一種莎莎舞風格，融合了古巴舞蹈，如曼波、索恩、pachanga和倫巴，以及美國舞蹈如搖擺舞和踢踏舞。
紐約風格莎莎舞最具影響力的人物之一是Eddie Torres（被稱為"曼波之王"），他被認為幫助正式化了基於曼波的"on 2"莎莎節拍，並通過在紐約的舞蹈工作室教授這一風格以及早期的教學錄影帶來推廣它。
紐約風格莎莎舞強調與莎莎音樂中的打擊樂器（如康加鼓、定音鼓和克拉維）和諧，因為這些樂器中的許多或所有樂器通常在音樂中標記第二拍。

### 洛杉磯風格

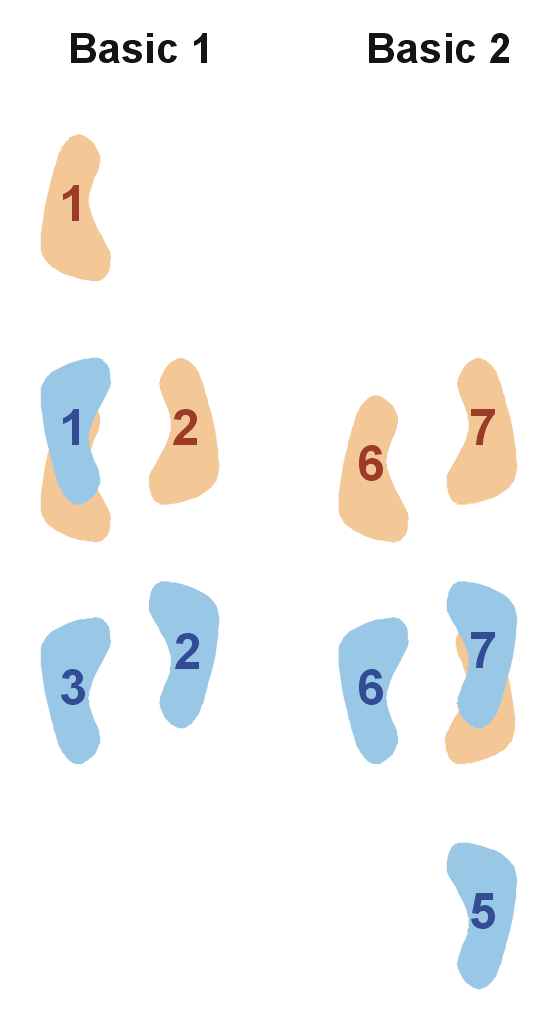
洛杉磯風格的基本步驟，領舞者的步伐用藍色標示

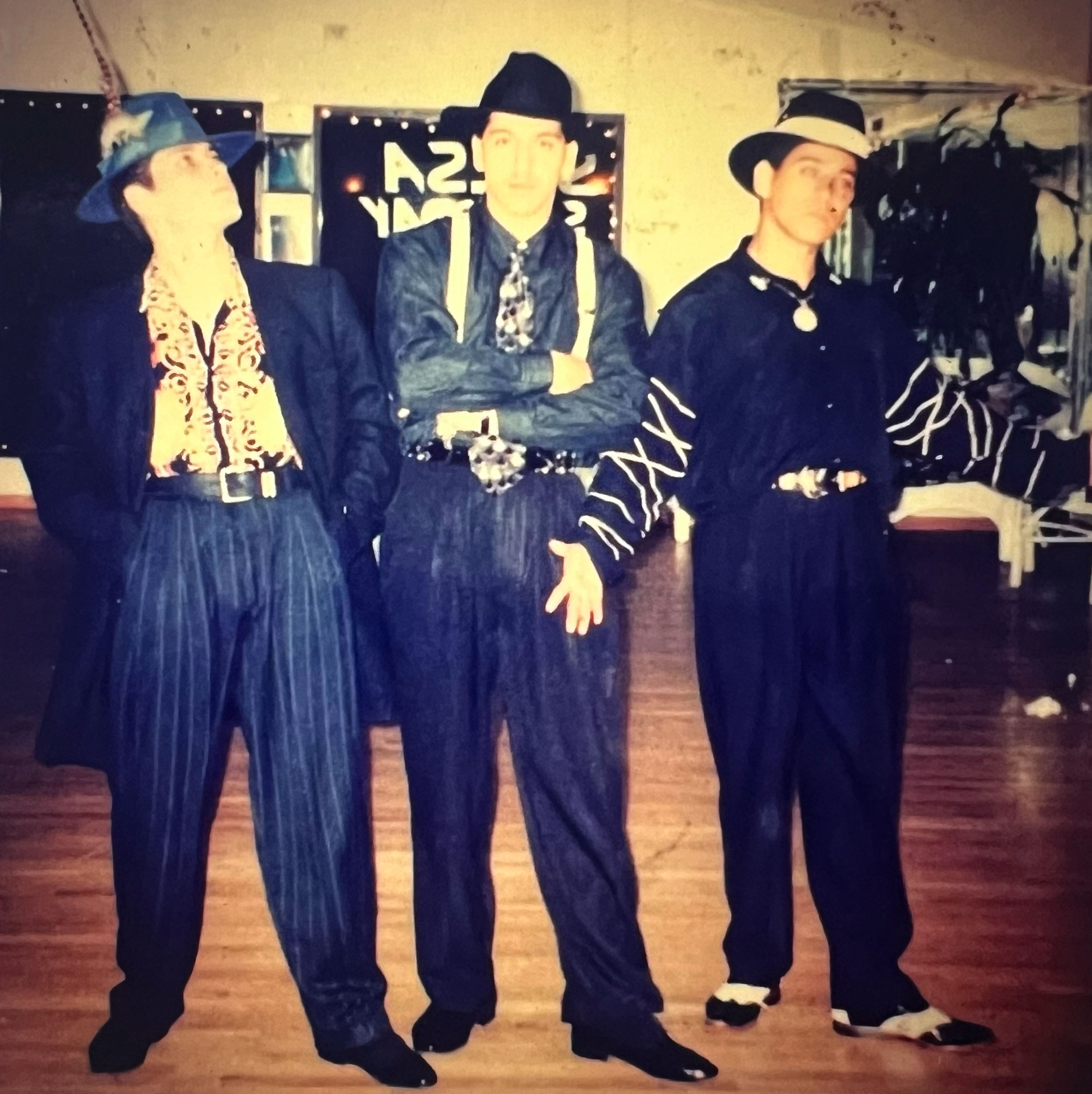
Luis Vazquez, Rogelio Moreno & Francisco Vazquez

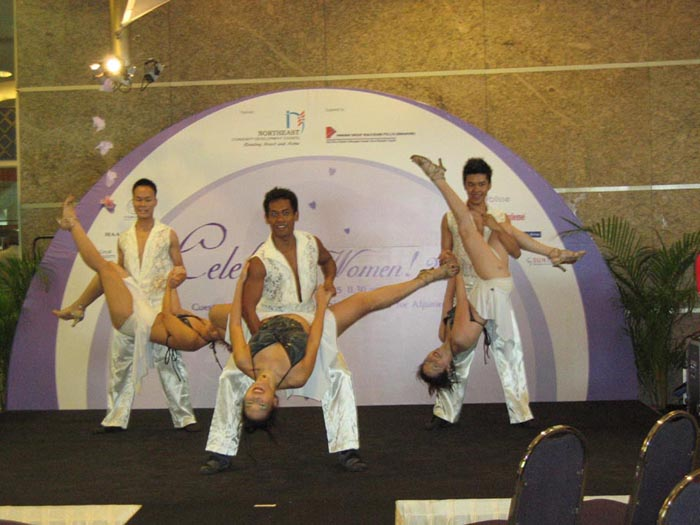
莎莎表演舞蹈

洛杉磯風格莎莎舞（LA風格）是在音樂的第一拍上跳舞（"on 1"），舞者在音樂的第一拍向前踏步，與紐約風格的"on 2"相對。LA風格莎莎舞在一條線或"槽"中跳舞，舞者在整個舞蹈過程中交換位置，與古巴莎莎舞的圓形舞蹈方式不同。
這種舞蹈的兩個基本元素是前後基本步和交叉引導。在這一模式中，領舞者在第一拍向前踏步，在第二和第三拍向右踏步，同時逆時針轉90度（面向左側），保持槽的開放。然後，跟隨者在第五和第六拍直走，並在第七和第八拍轉身，而領舞者則再次逆時針轉90度並稍微向前，回到槽中。總的來說，這對舞伴轉了180°，跟隨者和領舞者互換位置。
"Vazquez兄弟"（Luis Vazquez、Francisco Vazquez、Johnny Vazquez和Rogelio Moreno）被認為是LA風格早期發展和增長的推動者。Luis Vazquez是洛杉磯第一支莎莎舞團"Salsa Brava"的共同創始人。Vazquez兄弟受到舞台舞蹈（如tap dance）的影響，幫助發展了LA風格以華麗動作和雜技而聞名的聲譽。
其他在LA風格莎莎舞中著名的人物包括莎莎推廣者Albert Torres，他創建了洛杉磯莎莎大會，這是美國第一個莎莎大會，也是多年來世界上最大的莎莎活動之一。後來的舞者如Alex Da Silva、Christian Oviedo和Liz Lira也被認為是當今我們所知的LA風格舞蹈的發展者。

### 古巴風格 / 賭場
在古巴，一種名為"賭場"的流行舞蹈被推廣為古巴風格莎莎或"Salsa Cubana"，以區分它與其他莎莎風格，當這個名稱在1970年代國際上流行時。跳"賭場"是流行社會文化的表現；古巴人認為"賭場"是圍繞他們流行音樂的社交和文化活動的一部分。"賭場"這個名稱源自西班牙語中舞廳的術語"Casinos Deportivos"，在20世紀中期及以後，許多社交舞蹈是在這些舞廳中進行的，主要是富裕的白人古巴人。
歷史上，"賭場"作為伴侶舞的起源可以追溯到古巴的"Son"舞、恰恰恰、丹宗和瓜拉查。傳統上，賭場舞是以"反拍"的方式跳舞。這意味著在每個克拉維模式中，第一拍和第五拍不會踏步，而第四拍和第八拍則被強調。這樣，舞者不僅僅是跟隨節拍，而是通過他們的動作為音樂的多節奏模式做出貢獻。同時，舞者也經常以"正拍"的方式跳舞，雖然最初是"on3"，而現在則是"on1"。
這種風格的特點是理解和自發使用非洲古巴舞蹈詞彙，融入"賭場"舞蹈中。就像"sonero"（索恩和莎莎樂隊的主唱）會在自己的歌曲中"引用"其他舊歌曲一樣，"賭場"舞者經常即興參考其他舞蹈，整合民間舞蹈的動作、手勢和延伸段落。這在非洲裔古巴人中尤其真實。這些即興表演可能包括倫巴、非洲神祇的舞蹈、較舊的流行舞蹈如恰恰恰和丹宗，以及舞者可能感受到的任何東西。

#### 邁阿密風格賭場
由古巴移民在佛羅里達州發展而成，並以邁阿密為中心，這種舞蹈風格是賭場和美國文化及舞蹈元素的融合。邁阿密風格與其他北美風格的主要區別在於"後退"或"對角線"的步伐，這些步伐是向後斜著進行，而不是像紐約風格那樣前後移動。舞者的身體重心不會像其他風格那樣大幅度移動。相反，舞者保持上半身靜止、優雅和放鬆，專注於腳步動作。舞者主要在"on1"的節拍上跳舞。
邁阿密風格與卡利風格的主要區別在於，後者完全在下拍（On1）上跳舞，並加入了閃光和表演風格的元素，遵循北美風格的曲目。邁阿密風格有許多追隨者，特別是居住在南佛羅里達的古巴裔美國人和其他拉丁裔。

#### 賭場輪舞
在1950年代，莎莎輪舞或更準確地說是賭場輪舞在哈瓦那，古巴發展起來。舞者成對形成一個圓圈（"Rueda"在西班牙語中意為"輪"），由一個人呼叫舞步。許多舞步涉及快速交換伴侶。
"古巴輪舞"是原始的輪舞類型，起源於古巴。它不如邁阿密輪舞正式，包含約30個呼叫。它在1970年代被編纂。
"邁阿密輪舞"起源於1980年代的邁阿密，是一種正式的風格，具有許多基於混合的規則，是古巴輪舞和北美舞蹈風格的混合，某些例行動作反映了美國文化（例如可口可樂、Dedo、Adios），這在傳統的古巴風格輪舞中是不存在的。

### 哥倫比亞 / 卡利風格
卡利風格莎莎舞，也被稱為哥倫比亞莎莎舞和莎莎卡萊納，是圍繞哥倫比亞城市卡利發展的。卡利也被稱為"莎莎之都"（Salsa's Capital）；因為在21世紀的派對、夜總會和節日中，莎莎音樂是主要的音樂類型。值得注意的是，卡利的莎莎風格受到社交場景的強烈影響，在90年代，大多數夜總會被稱為Disoctecas，這是用來播放舊莎莎音樂的唱片，並有一段時間轉變為Viejoteca，這是指夜總會播放莎莎音樂的黃金老歌的時期。
卡利風格莎莎的元素受到加勒比節奏舞蹈的強烈影響，這些舞蹈在莎莎之前就已經存在，如Pachanga和Boogaloo。卡利擁有世界上最多的莎莎學校和莎莎團隊。許多比賽在哥倫比亞舉行。
其中心特徵是快速的腳步和跳躍動作，稱為"repique"。哥倫比亞風格可能會執行交叉引導或"Dile Que No"，如其他風格所見，但更喜歡在封閉位置上原地踏步和移動。他們包括各種雜技，如伴侶翻轉，以娛樂這些特技。他們的腳步動作精緻而準確，幫助幾位哥倫比亞風格舞者贏得主要的世界冠軍。卡利每年舉辦許多莎莎活動，如世界莎莎卡利節和音樂愛好者與收藏家聚會。

## 場所
莎莎舞社交活動通常在夜總會、酒吧、舞廳、餐廳和戶外舉行，特別是如果是戶外節日的一部分。莎莎舞是一種國際舞蹈，可以在世界上大多數大都市城市中找到。每年舉行的節日通常被稱為"莎莎大會"，在各個主辦城市舉行，旨在吸引來自其他城市和國家的各種莎莎舞者。這些活動將舞者聚集在一起，分享他們對舞蹈的熱情，建立社區，並分享動作和技巧。這些活動通常包括莎莎舞表演者、現場莎莎音樂、工作坊、開放舞蹈和比賽。另一方面，莎莎舞也在非常非正式的環境中進行，例如家庭或後院的派對。在某些西班牙語地區或其家族血統來自這些地區的人們中，莎莎舞常被視為重要的文化表達。

## 动作
在許多莎莎舞的風格中，舞者通過踩踏來改變重心，上半身保持水平，幾乎不受重心變化的影響。重心變化導致臀部移動。手臂和肩膀的動作也被納入。古巴賭場的莎莎跳舞風格涉及腰部以上的顯著運動，上下肩部運動和胸腔移位。
“領舞者”使用這些手臂在“打開”或“關閉”位置傳達或發出“跟隨者”的信號。開放的姿勢要求兩個舞者握住一隻或兩隻手，特別是涉及轉身，背後放置手臂，或者相互移動的動作等等。在關閉的位置，領導者把右手放在跟隨者的背上，而跟隨者把左手放在領導者的肩上。
在原始的拉丁美洲形式，莎莎的前進/後退運動是在對角線或側向進行，三步重心變化完整。
在某些莎莎舞風格，如紐約風格中，舞者大多保持在彼此的前面（轉換場所）；而在古典風格的拉丁美洲風格中，舞者圍繞著彼此，有時以三个点为基点运动。這種圓形風格受到古巴Son Music的啟發，特別是20世紀20年代蒙托諾Son music的節奏。然而，由於它是一種流行的音樂，所以它對即興創作是開放的，因而不斷演變。現代莎莎風格與發展它們的原始地理區域相關聯並命名。在他們的家鄉以外，這些風格往往都是奉獻者。可以識別風格的特徵包括：時間，基本步驟，腳型，身體動作，輪次和數字，態度，舞蹈影響以及合作夥伴之間相互擁抱的方式。在音樂酒吧音樂中，採取稍微大一點的步驟（中斷步驟）以及步驟移動的方向通常可以用於識別風格。

## 步法
舞蹈动作花样繁多、变化迅速，以突出腰胯的“8”字形摆动为特色，具有很强的观赏性和表演性，让众多时尚男女为之着迷。

## 音乐
舞蹈配乐在曼波舞蹈的基础上进行改进，沿用了“Son Music”的结构，音乐的每一节拍为6至8拍。

## 发展趋势
薩爾薩舞蹈社交活動通常在夜總會，酒吧，宴會廳，餐廳和室外舉行，尤其是作为戶外活動的一部分。 莎莎舞是一種國際舞蹈，可以被发现于世界上大多數都市中。節日每年舉办一次，通常稱為“薩爾薩大會”，各個主辦城市旨在吸引來自其他城市和國家的各種莎莎舞者。 這些活動讓舞者們共同散播他們對舞蹈的激情，建立社區，並分享彼此的動作和技巧。 這些活動通常包括薩爾薩舞表演，現場莎莎音樂，工作坊，開放舞蹈和比賽。